# Max Payne 2: The Fall of Max Payne
Max Payne 2: The Fall of Max Payne is een third-person shooter computerspel ontwikkeld door Remedy Entertainment en uitgebracht door Rockstar Games. Het is het vervolg op Max Payne.
In Max Payne 2 bestuurt de speler Max Payne, een voormalig DEA-agent van het New York City Police Department (NYPD). Twee jaar na de gebeurtenissen van het eerste spel heeft Max z'n naam gezuiverd van alle blaam (hij werd ten onrechte beschuldigd van moord) en is een NYPD-rechercheur.

## Gameplay
Max Payne 2 is een third-person shooter waarin de speler in de huid kruipt van Max Payne, maar ook in een paar levels met Mona Sax speelt. De speler begint met 9mm pistool. Gaandeweg het spel worden verschillende wapens van een steeds zwaarder kaliber gevonden en gehanteerd, inclusief granaten en molotovcocktails. Het verhaal wordt voortgedreven via interne monologen van Max en graphic novels tussen de levels door.
Max Payne 2 stelt de speler in staat bullettime te gebruiken, een mode waarin de tijd vetraagt terwijl de speler in real-time kan blijven richten waardoor de speler met uiterste precisie kan schieten.
Ook de zogeheten shootdodges (het opzij, naar achter, en naarvoor springen) kunnen Max hierbij helpen. Deze bewegingen zorgen er ook voor dat Max kogels kan ontwijken.

## Verhaal
Twee jaar na de gebeurtenissen van deel een is Max gerehabilliteerd als rechercheur bij het NYPD. Max moet een reeks moorden onderzoeken en stuit op de dood gewaande Mona Sax. Vervolgens ontvouwt zich een complot met de maffia en een geheim genootschap.

## Ontvangst
| GameRankings                           | Metacritic                 |
| -------------------------------------- | -------------------------- |
| (PC) 88,52% (Xbox) 85,75% (PS2) 76,64% | (PC) 86 (Xbox) 84 (PS2) 73 |

## Remake
In april 2022 kondigde Remedy aan te werken aan remakes van Max Payne deel een en twee. De twee games moeten in een pakket uitkomen.